# Giovanni Lombardi (politico 1914)
Giovanni Enrico Lombardi (Cremona, 18 gennaio 1914 – 28 settembre 2008) è stato un politico italiano.

## Biografia
Laureato in filosofia, insegnante. Esponente della Democrazia Cristiana, fu sindaco di Cremona dal 1952 al 1956, e venne eletto quattro volte al Parlamento, due come deputato (III e VI Legislatura), sia come senatore (IV e V Legislatura). Termina il proprio mandato parlamentare nel 1976.
Muore il 28 settembre 2008 all'età di 94 anni.